# Kharar (Punjab)
Kharar è una città dell'India di 39.410 abitanti, situata nel distretto di Sahibzada Ajit Singh Nagar, nello stato federato del Punjab. In base al numero di abitanti la città rientra nella classe III (da 20.000 a 49.999 persone).

## Geografia fisica
La città è situata a 30° 44' 40 N e 76° 38' 52 E e ha un'altitudine di 296 m s.l.m..

## Società

### Evoluzione demografica
Al censimento del 2001 la popolazione di Kharar assommava a 39.410 persone, delle quali 21.201 maschi e 18.209 femmine. I bambini di età inferiore o uguale ai sei anni assommavano a 4.355, dei quali 2.423 maschi e 1.932 femmine. Infine, coloro che erano in grado di saper almeno leggere e scrivere erano 29.727, dei quali 16.696 maschi e 13.031 femmine.